# Berlin-Gropiusstadt

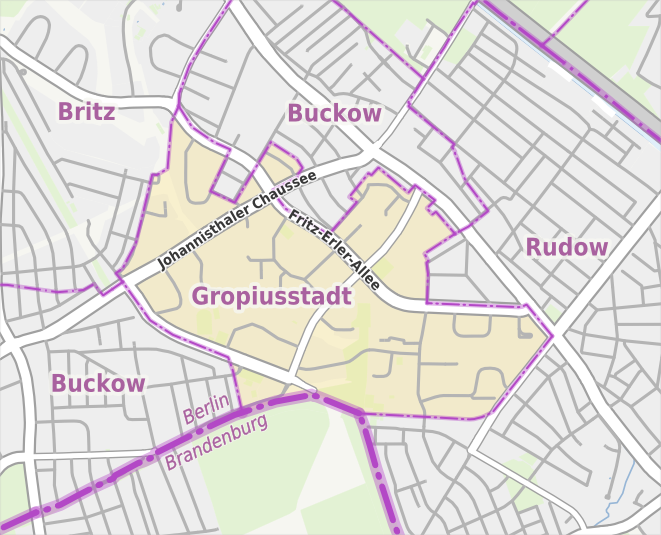
Karte Berlin-Gropiusstadt

Die Gropiusstadt ist ein Ortsteil im Bezirk Neukölln in Berlin. Sie entstand von 1962 bis 1975 im damaligen West-Berlin als Großwohnsiedlung zwischen den alten Siedlungen Britz, Buckow und Rudow.
Seit 2002 ist die Gropiusstadt neben Neukölln, Britz, Buckow und Rudow ein eigener Ortsteil im Bezirk Neukölln. Den Beschluss hierzu traf das zuständige Bezirksamt anlässlich des 40. Jahrestages der Grundsteinlegung der Siedlung.
Die rund 18.500 Wohnungen der von Walter Gropius geplanten Satellitenstadt wurden zu 90 Prozent als Sozialbauwohnungen errichtet. Seit den 1980er Jahren gilt die Gropiusstadt als sozialer Brennpunkt.

## Geschichte

### Planung

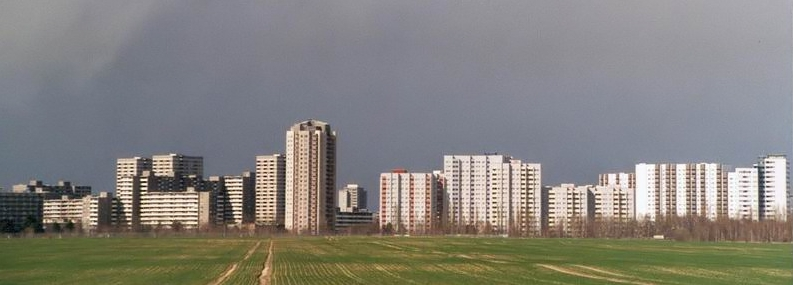
Gropiusstadt

Mitte der 1950er Jahre begannen erste Vorüberlegungen für die Schaffung einer Großsiedlung im Süden Neuköllns. Die Wiederaufbauarbeit nach dem Zweiten Weltkrieg gewann an Dynamik und getreu dem Motto der Charta von Athen sollte auch in die dicht bebauten Gründerzeitviertel „Licht, Luft und Sonne“ einziehen. Für die Bewohner der dabei abzureißenden Hinter- und Seitenhäuser musste aber neuer Wohnraum geschaffen werden.
Aus Überlegungen, die in Britz gelegene Hufeisensiedlung von Bruno Taut nach Süden zu erweitern, entstand die Idee, die an der südlichen Stadtgrenze Berlins gelegene Ackerfläche für das Wohnungsbauvorhaben zu nutzen. Im Mai 1958 begannen erste Grundstücksankäufe für die Großsiedlung Berlin-Britz-Buckow-Rudow (BBR), wie der Planungsname nach den beteiligten Stadtteilen lautete. Ab 1962 betreute der Bauhaus-Architekt Walter Gropius mit seinem Büro The Architects Collaborative (TAC) federführend die Planung. Er wollte die „mannigfaltigen Elemente des herkömmlichen Stadtlebens“ mit den damals modernen Methoden des Städtebaus verbinden.
Die Konzeption sah als Reminiszenz an die Hufeisensiedlung kreisrunde Baukörper mit dazwischenliegenden, überschaubaren Wohnvierteln und Einfamilienhaussiedlungen vor, in denen zentral Geschäftszentren und eine Anbindung an die zu verlängernde U-Bahn-Linie 7 eingebettet waren. Große Grünflächen dazwischen sollten die Bebauung auflockern und den Bewohnern zur Naherholung dienen.
Mit dem Mauerbau am 13. August 1961 änderten sich schlagartig die Rahmenbedingungen in West-Berlin: da keine Wachstumsflächen nach außen mehr verfügbar waren, mussten die Bauvorhaben nun deutlich verdichtet werden. Statt der ursprünglich vorgesehenen 14.500 Wohnungen wurden die Planungen modifiziert, die endgültige Planfassung sah auf 264 Hektar fast 19.000 Wohneinheiten für mehr als 50.000 Menschen vor. Als Folge der höheren Dichte wurden nun mehr Flächen für Infrastruktureinrichtungen (Schulen, Einkaufszentren etc.) und Stellplätze benötigt, sodass die Gebäude auf der verbleibenden Fläche deutlich in die Höhe wachsen mussten. Statt der von Gropius vorgesehenen maximal fünf Geschosse hat das höchste hier stehende Gebäude (Wohnhochhaus Ideal, Fritz-Erler-Allee 120) 30 Wohnetagen und ist mit 89 Metern Höhe eines der höchsten deutschen Wohngebäude nach dem Grand Tower und dem Neuen Henninger-Turm in Frankfurt am Main, dem Kölner Colonia-Hochhaus (AXA-Hochhaus), dem Kölner Uni-Center, dem Hamburger Mundsburg Tower, dem Leipziger Wintergartenhochhaus, dem Mannheimer Collini-Center und der Neckaruferbebauung Nord. Auch die Grünflächen wurden deutlich reduziert.

### Bauphase
Am 7. November 1962 legte der damalige Regierende Bürgermeister Willy Brandt im Beisein von Walter Gropius feierlich den Grundstein für den ersten Bauabschnitt. Die Bebauung entstand komplett in Regie der städtischen Wohnungsbaugesellschaften GEHAG und DEGEWO, private Investoren kamen praktisch nicht zum Zug. 1965 begann man parallel zum Siedlungsbau, schrittweise die U-Bahn von Britz-Süd nach Rudow zu verlängern. Um die U-Bahn-Stationen entstanden Stadtteilzentren, entlang der Strecke entstand oberirdisch ein Grünzug. 1969 starb Gropius, 1972 wurde die Siedlung nach dem Architekten benannt. Im Jahr 1975 wurde die Gropiusstadt fertiggestellt. Nach Abschluss der Bauarbeiten war für 1,74 Milliarden Mark (kaufkraftbereinigt in heutiger Währung: rund 2,78 Milliarden Euro) ein Ortsteil mit 18.500 Wohnungen entstanden.

### Weitere Entwicklung

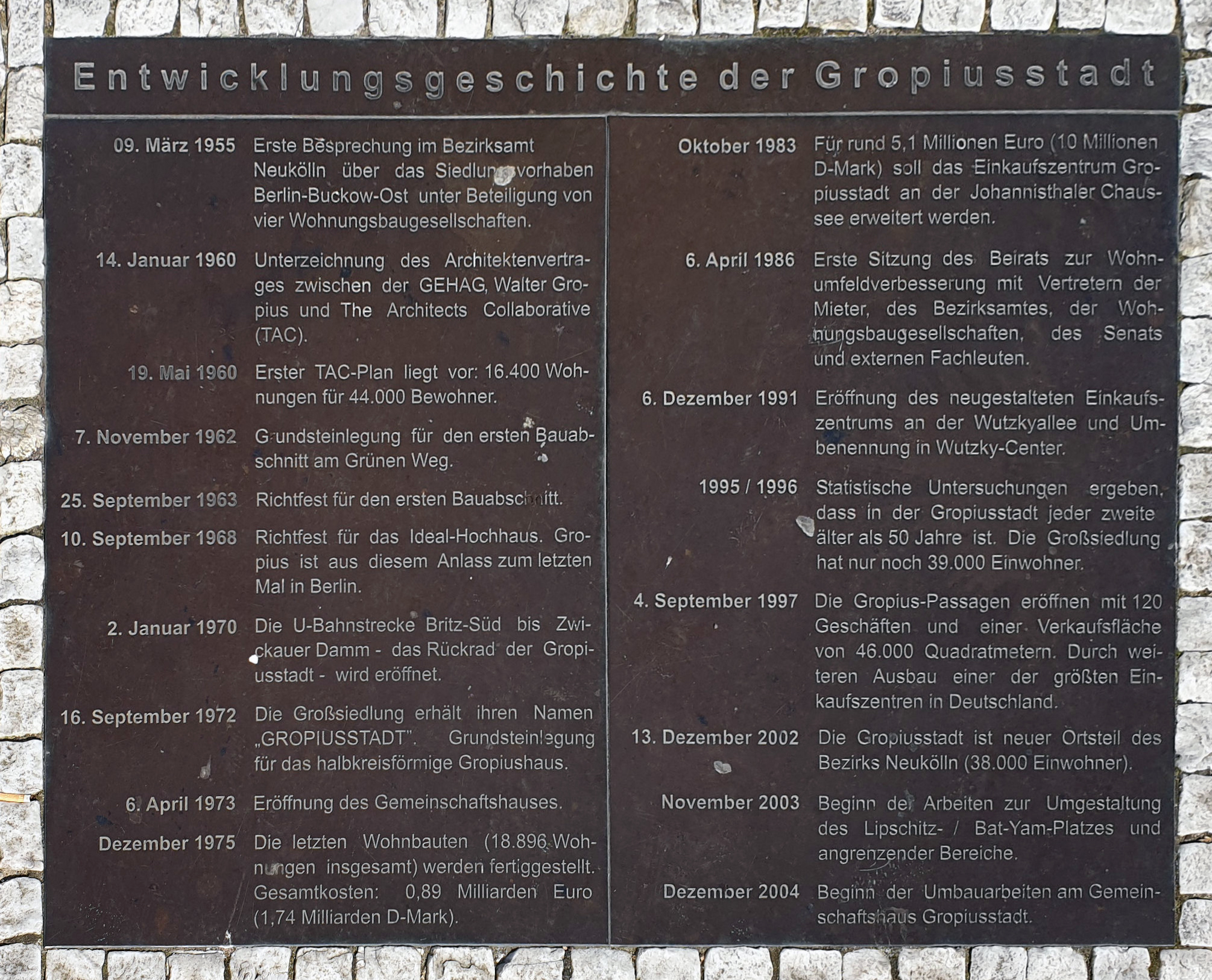
Gedenktafel am Lipschitzplatz

Stellte die Gropiusstadt in den ersten Jahren einen attraktiven Ortsteil dar, der Lebensqualität bot, die es in der Innenstadt oft nicht gab, wurde er ab Ende der 1970er Jahre durch die 90 Prozent Sozialbauwohnungsanteil zum Problemgebiet. Auch die von Le Corbusier geprägte, stark ideologisierte Stadtplanung der 1950er und 1960er Jahre führte vielfach nicht zu den gewünschten Ergebnissen und brachte vormals ungeahnte Probleme mit sich. Auch die vom Berliner Senat gegen den Willen von Gropius durchgeführten Planänderungen trugen ihren Teil zur Lage bei.
Bereits um 1970 befasste sich die Architekturfakultät der Technischen Universität Berlin kritisch mit den Planungs- und Bauabläufen der Gropiusstadt. Bekannt wurde 1971 die Diplomarbeit BBR, Versuch einer Rekonstruktion des Planungs- und Bauablaufes der Großraumsiedlung Berlin-Buckow-Rudow (Gropiusstadt) von Ingo Sommer, Reinhard Brüggemann und Ulrich Kleine-Rüschkamp.
Die noch nicht allzu stark bewachsenen Freiflächen hatten wenig Aufenthaltsqualität, dunkle Ecken und Treppenhäuser entwickelten sich zu Angsträumen. Die Bewohner blieben in ihren Appartements eher unter sich und trotz vielfältiger sozialer Einrichtungen entwickelte sich das soziale Leben nicht wie erwartet. Die Bewohner bemängelten den Verlust innerstädtischer Urbanität durch die weiten Freiflächen, die Nachbarschaftsprobleme durch die hohe Wohndichte und den Verlust des Kiez-Gefühls. Die Mieterfluktuation stieg, ebenso wie die Leerstandsquote. Die in der Gropiusstadt aufgewachsene Christiane Felscherinow gibt in ihrem Buch Wir Kinder vom Bahnhof Zoo eine Darstellung des alltäglichen Lebens und der sozialen Probleme dort. Das Buch und dessen Verfilmung trugen zu einer weiteren überregionalen Wahrnehmung der Siedlung bei und rückten dabei ihre Problematik als sozialer Brennpunkt in den Fokus.
Im Jahr 1986 wurden mit großen Investitionen Wohnumfeldverbesserungen vorgenommen. Das öffentliche Grün wurde entsprechend Gropius’ ursprünglichen Vorstellungen aufgewertet, Plätze umgestaltet und man versuchte, mit gezielten Maßnahmen zusätzliche Angebote (wie Jugendclubs oder ein Quartiersmanagement) für die Bewohner zu schaffen.
Nach der politischen Wende änderten sich die Verhältnisse signifikant. Der großzügige Bundeszuschuss für die Berliner Städtebauförderung entfiel, die Wohnungsnachfrage sank, weil die Berliner auch ins brandenburgische Umland ziehen konnten, und Zuzügler aus Osteuropa ließen den Ausländeranteil ansteigen. Seit 2001 ist kein Wohnberechtigungsschein mehr für den Bezug der Wohnungen erforderlich, wodurch die Attraktivität der Gropiusstadt wieder zugenommen hat. Die Leerstandsquote liegt nach Angaben der Wohnungsbaugesellschaft degewo, die eine der Haupteigentümerinnen ist, im einstelligen Bereich. Seit 2004 verkauft die Wohnungsbaugesellschaft GEHAG sukzessive Wohnungen an internationale Investoren. Seit August 2006 ist ein Teil der Gropiusstadt Quartiersmanagementgebiet mit Präventionsabsicht.
Das Ladenzentrum an der Johannisthaler Chaussee hat sich durch Überdachung und mehrere Erweiterungsbauten von einem Ortsteilzentrum zu einem Einkaufszentrum von überregionaler Bedeutung entwickelt. Die Gropius-Passagen sind heute mit über 85.000 m² Einkaufsfläche und 170 Geschäften eines der größten Einkaufszentren in Deutschland.
Nach 40-jähriger Baupause wurde im Herbst 2014 mit einer lang geplanten Nachverdichtung der Gropiusstadt begonnen. An der Fritz-Erler-Allee werden als erste Baumaßnahme 240 kleinere Wohneinheiten in die bestehenden Grünanlagen gesetzt.

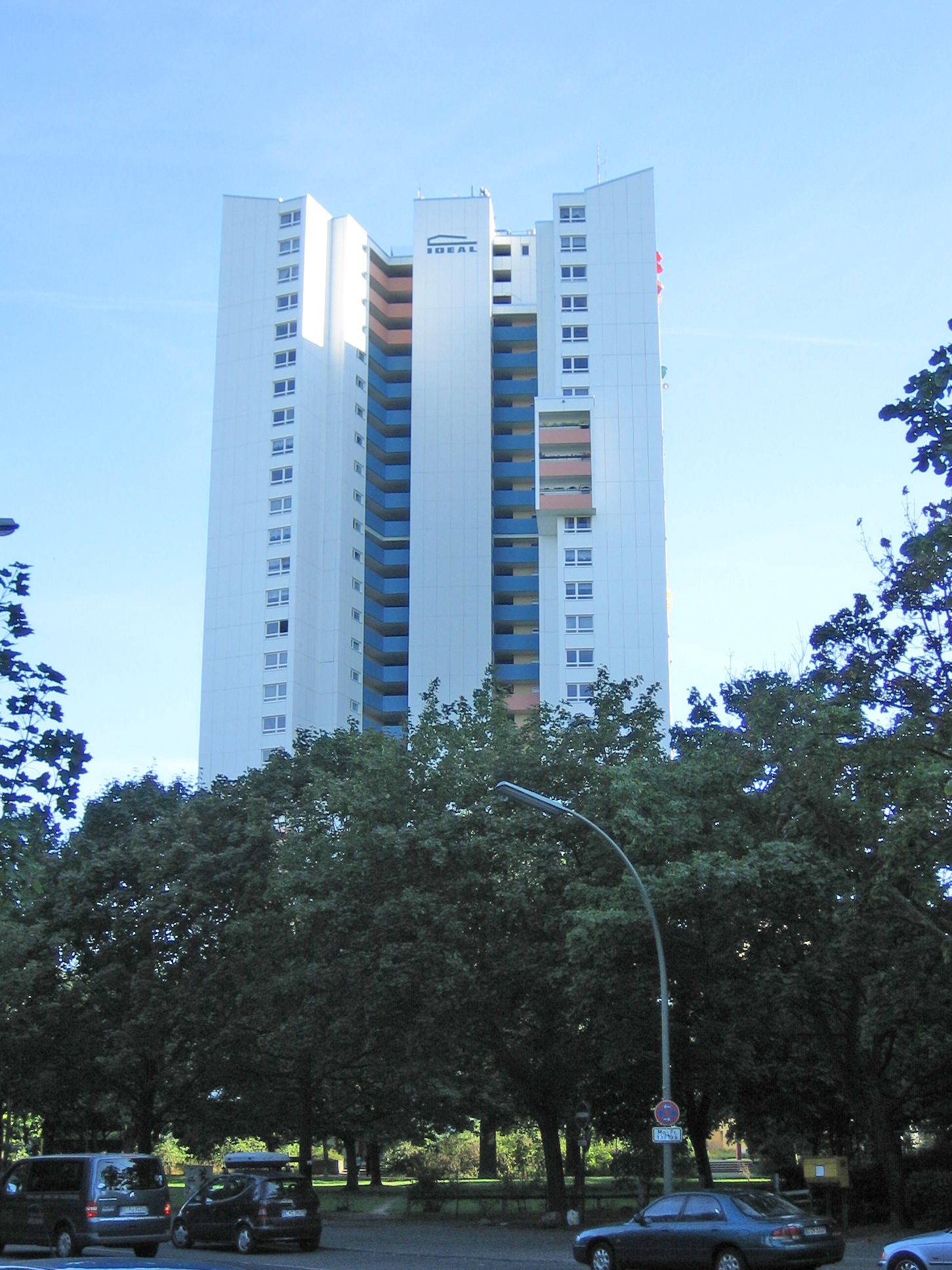
Höchstes Berliner Wohnhaus in der Fritz-Erler-Allee 120 von Walter Gropius
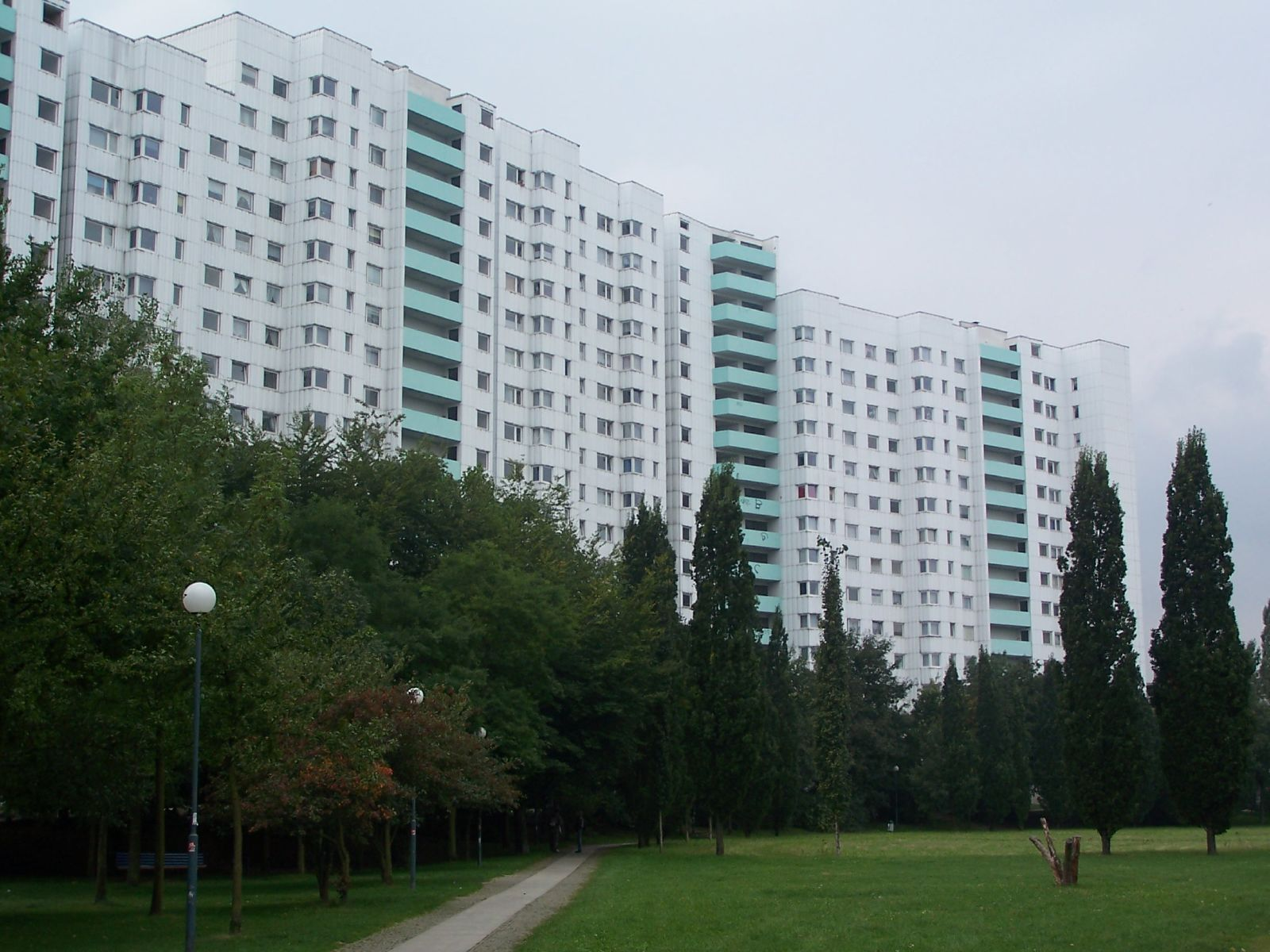
Wohnblock der Gropiusstadt
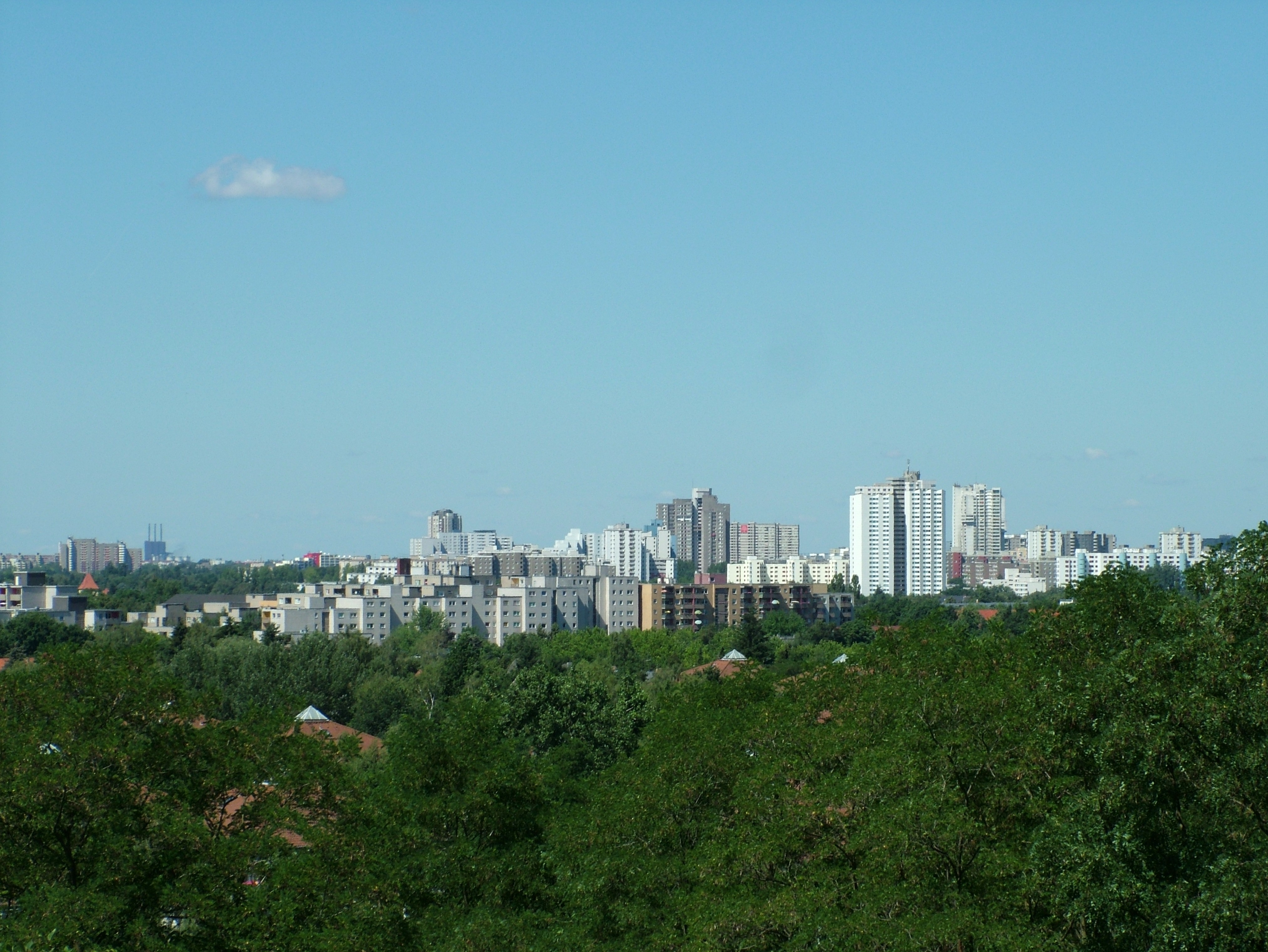
Gropiusstadt von der Rudower Höhe aus
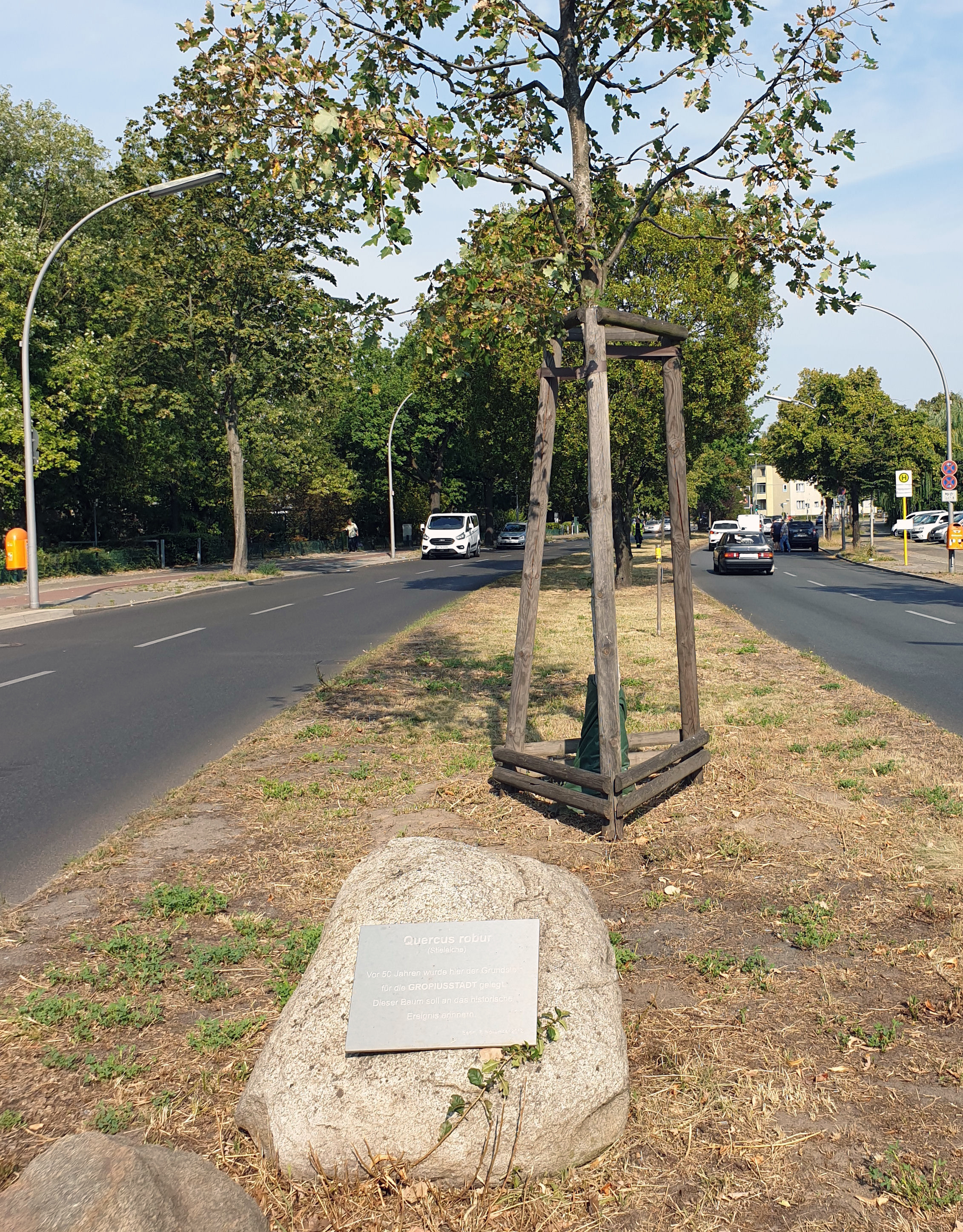
50 Jahre Gropiusstadt, Fritz-Erler-Allee

## Bevölkerung
| Jahr | Einwohner |
| ---- | --------- |
| 2007 | 35.918    |
| 2010 | 35.451    |
| 2015 | 36.842    |
| 2020 | 37.686    |

| Jahr | Einwohner |
| ---- | --------- |
| 2021 | 37.991    |
| 2022 | 38.264    |
| 2023 | 38.869    |
| 2024 | 39.011    |

Quelle: Statistischer Bericht A I 5. Einwohnerregisterstatistik Berlin. Bestand – Grunddaten. 31. Dezember. Amt für Statistik Berlin-Brandenburg (jeweilige Jahre)

## Sehenswürdigkeiten
- Jungfernmühle (unter Denkmalschutz)[2]
- Dreieinigkeitskirche (unter Denkmalschutz)[3]
- St.-Dominicus-Kirche (unter Denkmalschutz)[4]
- Martin-Luther-King-Kirche
- Gropiushaus (unter Denkmalschutz)[5]
- Wohnhochhaus Ideal, höchstes Wohnhaus im Berliner Stadtgebiet und eines der höchsten Wohngebäude Deutschlands

Mit der Bebauung vorheriger Landwirtschaftsflächen wurde der Gedanke einer grünen Stadt umgesetzt, dafür steht das Rudower Wäldchen im Ortsteil.
Das Rudower Wäldchen (Lage) ist in der amtlichen Liste als Park mit der Straßennummer 8041 geführt. Es bedeckt eine Fläche von 600 Meter Länge und ist teilweise 100 Meter breit. 1872 wurde es im Auftrag Kaiser Wilhelms I. von Wildmeister Hugo Luther angepflanzt, ist seit 1959 das Landschaftsschutzgebiet Vogelschutzgebiet am Wildmeisterdamm in Rudow und war durch seine Lage nahe der damaligen Berliner Mauer ein „Niemandsland“. Seit 2006 liegt hier ein Abschnitt des Berliner Mauerwegs entlang des ehemaligen Grenzverlaufs. Allerdings ging durch den Bau der Gropiusstadt der Wild- und der Vogelbestand zurück. Die U-Bahnhöfe Lipschitzallee (westlich) und Wutzkyallee (östlich) liegen in der Nähe, beide ungefähr 350 Meter vom Wäldchen entfernt, das im Norden am Wildmeisterdamm endet. Der Wildmeisterdamm ist hier in der Trasse der Buckower Bahnhofstraße noch ein Fußweg im Bereich des Teltower Dörferwegs Nr. 15 der 20 grünen Hauptwege Berlins. Planungen im Land Brandenburg sehen eine Fortsetzung der Begrünung über die Landesgrenze hinweg nach Großziethen hinein vor.

## Verkehr
Die Anbindung an die Innenstadt erfolgt über die U-Bahn-Linie U7 mit den Bahnhöfen Johannisthaler Chaussee, Lipschitzallee, Wutzkyallee und Zwickauer Damm. Die Verlängerung der U-Bahn-Linie C (heute: U7) und ihrer Trasse unterhalb des Grünzugs Britz-Buckow-Rudow war mit der Planung der Trabantenstadt verbunden, wurde ab Ende der 1950er Jahre geplant und Anfang der 1960er umgesetzt.
Mehrere Buslinien erschließen den Ortsteil.

## Kirchengemeinden
In der Gropiusstadt entstanden in der Bauphase und auch danach eine Reihe neuer Kirchengemeinden.
- St. Dominicus (katholisch)
- Martin-Luther-King (evangelisch)
- Gropiusstadt-Süd (evangelisch)
- Dreieinigkeitsgemeinde (evangelisch)

## Schulen
- Hugo-Heimann-Grundschule
- Janusz-Korczak-Grundschule
- Katholische Grundschule St. Marien
- Grundschule Am Regenweiher
- Hermann-von-Helmholtz-Schule (Grundstufe), ehemalige Martin-Lichtenstein-Grundschule
- Hermann-von-Helmholtz-Schule (Integrierte Sekundarschule)
- Walter-Gropius-Schule (bundesweit erste Gesamtschule)
- Campus Efeuweg (Gemeinschaftsschule)
- Lise-Meitner-Schule (Berufliches Oberstufenzentrum für Chemie, Physik und Biologie)

## Sport
In der Gropiusstadt gibt es folgende Sportvereine:
- NSF Gropiusstadt
- TuS Neukölln 1865

## Persönlichkeiten
- Karl Otto (1904–1975), Architekt der Martin-Luther-King-Kirche
- Hans Schädel (1910–1996), Architekt der St.-Dominicus-Kirche
- Ernst-Ulrich Katzenstein (1936–2020), Pfarrer in Gropiusstadt
- Christiane Felscherinow (* 1962), Protagonistin des Buchs Wir Kinder vom Bahnhof Zoo
- Sonja Hilberger (* 1968), Schauspielerin, in Gropiusstadt geboren und aufgewachsen
- Harald Huth (* 1969), Bauleiter und Centermanager der Gropiuspassagen
- Felix Lobrecht (* 1988), Podcast-Moderator, Comedian, Autor, in Gropiusstadt aufgewachsen
- Luvre47, Rapper, in Gropiusstadt aufgewachsen